# アンドラの国旗

国旗のデザイン

アンドラの国旗（アンドラのこっき）は1971年に採用された。旗のデザインは左側から順に青色、黄色、赤色の三色旗である。中心部に国章を配置している。
市民用旗のように国章を除くとルーマニア、モルドバ、 チャドのものと意匠はほぼ同一であるが、国章を配置するスペースの関係からか黄色の割合が左右の青赤に比べて若干広い。
実際には、フランス国旗の青、カタルーニャ国旗(またはスペイン国旗)の黄、そして共通の赤をとって作ったものと言われている。
歴代のアンドランの国旗に必ず黄色と赤が使用されているのは、フォワ領主の紋章とカタルーニャの紋章の両方に不可欠な色だからだとされている。

?市民用旗
現在の国旗（縦横比2:3の別タイプ）
?1806年から1866年まで用いられた旗
?1866年から1939年まで用いられた旗
?1934年にアンドラ王「ボリス1世」を僭称したボリス・スコスヤレフ（英語版）が用いた旗
?1939年から1971年まで用いられた旗